# کازموس ردشیفت ۷
کازموس ردشیفت ۷ (به انگلیسی: Cosmos Redshift 7) 
(که همچنین با نام‌های گلکسی کازموس ردشیفت ۷، 
گلکسی سی‌آر‌۷؛ سی‌آر‌۷ شناخته می‌شود) یک کهکشان نشردهنده لیمن-آلفا با سرخ‌گرایی بالاست. با انتقال به سرخ برابر ۶.۶، این کهکشان، ۸۰۰ میلیون سال پس از مه‌بانگ، در طول دوران بازیونیده‌شدن وجود داشته‌است. با فاصله ۱۲٫۹ بیلیون سال نوری، این کهکشان یکی از قدیمی‌ترین کهکشان‌های دور شناخته‌شده است.
سی‌آر‌۷، برخی از نشانه‌های مورد انتظار جمعیت سوم ستارگان را نشان می‌دهد، یعنی اولین نسل از ستارگان تولید شده در اوایل شکل‌گیری کهکشان‌ها. این نشانه‌ها در یک دسته درخشان از ستاره‌های آبی این کهکشان شناسایی شدند. بقیه کهکشان شامل ستارگان قرمزتر جمعیت دوم است.

## تشریح
به گفته ستاره‌شناسان، کهکشان کازموس ردشیفت ۷ شامل ستارگان قدیمی جمعیت دوم (کم فلز) و احتمالاً جمعیت سوم (ستاره‌هایی با فلزینگی بسیار کم) است، و سه برابر درخشان‌تر از درخشان‌ترین کهکشان‌های دوردست است (سرخ‌گرایی، z > ۶) که تا زمان کشف آن شناسایی شده‌اند.

## اکتشاف
ستاره‌شناسان با رهبری داوید سوبرال؛ که دانشیار اخترفیزیک در دانشگاه لنکستر است، با استفاده از تلسکوپ وی‌ال‌تی در رصدخانه جنوبی اروپا—و با کمک  تلسکوپ کک، تلسکوپ سوبارو و تلسکوپ فضایی هابل متعلق به ناسا/آژانس فضایی اروپا به این کشف رسیدند. اعضای تیم تحقیقاتی از دانشگاه کالیفرنیا،  دانشگاه ژنو، دانشگاه لیدن و دانشگاه لیسبون بودند. نام این کهکشان، از نام بازیکن حرفه‌ای فوتبال، کریستیانو رونالدو که با عنوان CR7 شناخته می‌شود، الهام گرفته شده‌است.

## واژه‌نامه
1. ↑  COSMOS Redshift 7
2. ↑  Galaxy Cosmos Redshift 7
3. ↑  Galaxy CR7
4. ↑  CR7